# Zbrodnia przeciwko ludzkości
Zbrodnie przeciwko ludzkości – ogólne określenie pewnych przestępczych zachowań skierowanych przeciwko określonej grupie społecznej, np. narodowościowej, etnicznej, rasowej, wiekowej, religijnej lub światopoglądowej.
Brak jest określonej, powszechnie przyjętej definicji zbrodni przeciwko ludzkości. W doktrynach filozoficznych i prawnych zazwyczaj podkreśla się, że zachowania będące zbrodniami przeciwko ludzkości muszą dotyczyć określonej społeczności i łamać podstawowe prawa człowieka.
Karta Międzynarodowego Trybunału Wojskowego głosi:
Art. VI. Trybunał ustanowiony na mocy Porozumienia wspomnianego w art. I niniejszej Karty, mający sądzić i karać głównych przestępców wojennych Osi Europejskiej, władny będzie sądzić i karać osoby, które działając w interesie państw Osi Europejskiej bądź osobiście, bądź jako członkowie organizacji, popełniły jakiekolwiek z poniżej wymienionych przestępstw.
Czyny niżej wymienione albo niektóre z nich podlegają jurysdykcji Trybunału i pociągają za sobą odpowiedzialność osobistą:

a. zbrodnie przeciw pokojowi [...]

b. zbrodnie wojenne [...]

c. zbrodnie przeciw ludzkości, mianowicie: morderstwa, wytępianie, obracanie ludzi w niewolników, deportacja i inne czyny nieludzkie, których dopuszczono się przeciwko jakiejkolwiek ludności cywilnej, przed wojną lub podczas niej, albo prześladowania ze względów politycznych, rasowych lub religijnych przy popełnianiu jakiejkolwiek zbrodni wchodzącej w zakres kompetencji Trybunału lub w związku z nią, niezależnie od tego, czy było to zgodne, czy też stało w sprzeczności z prawem kraju, w którym zbrodni dokonano.
Konwencja z 1968 zakazała przedawnienia takich zbrodni.
W przeciwieństwie np. do ludobójstwa czy zbrodni wojennych „zbrodnie przeciw ludzkości” przed powstaniem Międzynarodowego Trybunału Karnego w 1998 r. nie były pojęciem zbyt dobrze zdefiniowanym, co wprowadzało większą możliwość nadużywania tego pojęcia w celach propagandowych.
Za zbrodnie przeciwko ludzkości często uważa się zbrodnie nazistowskie w okupowanych krajach Europy w czasie II wojny światowej, eksterminację narodu żydowskiego (Shoah), zbrodnie stalinowskie, masowe morderstwa na Bałkanach w latach 90. XX w. i inne.
Obecnie prawo międzynarodowe uznaje za zbrodnię przeciw ludzkości rażące naruszenie dowolnego punktu Karty ONZ oraz dodatkowo kilka innych zbrodni, które zostały zdefiniowane w Kodeksie Zbrodni przeciw Ludzkości, będącego częścią Traktatu Rzymskiego, który stanowi podstawę działania Międzynarodowego Trybunału Karnego.
Artykuł 7 Statutu Trybunału stanowi:
1. Dla celów niniejszego statutu „zbrodnia przeciwko ludzkości” oznacza którykolwiek z następujących czynów, popełniony w ramach rozległego lub systematycznego, świadomego ataku skierowanego przeciwko ludności cywilnej:
(a) zabójstwo;
(b) eksterminacja;
(c) niewolnictwo;
(d) deportacja lub przymusowe przemieszczanie ludności;
(e) uwięzienie lub inne dotkliwe pozbawienie wolności fizycznej z naruszeniem podstawowych reguł prawa międzynarodowego;
(f) tortury;
(g) zgwałcenie, niewolnictwo seksualne, przymusowa prostytucja, wymuszona ciąża, przymusowa sterylizacja oraz jakiekolwiek inne formy przemocy seksualnej porównywalnej wagi;
(h) prześladowanie jakiejkolwiek możliwej do zidentyfikowania grupy lub zbiorowości z powodów politycznych, rasowych, narodowych, etnicznych, kulturowych, religijnych, płci [....] lub z innych powodów powszechnie uznanych za niedopuszczalne na podstawie prawa międzynarodowego, w związku z jakimkolwiek czynem, do którego odnosi się niniejszy ustęp, lub z jakąkolwiek zbrodnią objętą jurysdykcją Trybunału;
(i) wymuszone zaginięcia osób;
(j) zbrodnia apartheidu;
(k) inne nieludzkie czyny o podobnym charakterze celowo powodujące ogromne cierpienie lub poważne uszkodzenie ciała albo zdrowia psychicznego lub fizycznego.